# أعسر

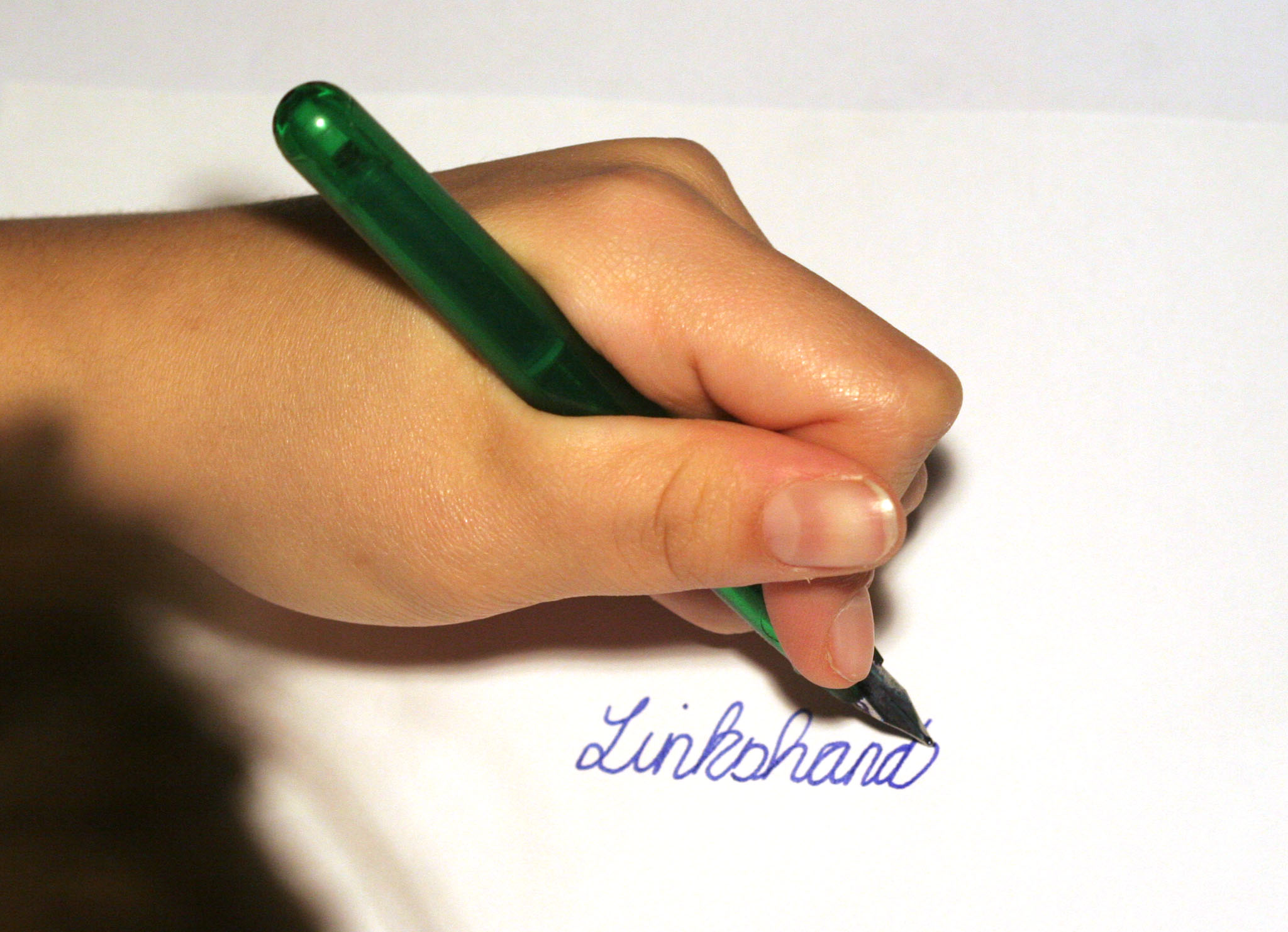
شخص يكتب بيده اليسرى

في علم الأحياء البشري، تُشير مصطلح «الأعسر» أو «الأشول»  إلى ميل الفرد لاستخدام يدٍ واحدة على نحو مفضّل في أداء المهام، وتُعرف هذه اليد بـ«اليد المُهيمنة» لكونها عادةً الأقوى أو الأسرع أو الأكثر دقة. أما اليد الأخرى، فتُدعى «غير المُهيمنة» وغالبًا ما تكون أقل كفاءة أو أقل استخدامًا. تُحدد اليد المهيمنة في العادة من خلال اليد التي يستخدمها الشخص في الكتابة.
أظهرت دراسة أُجريت عام 1975 وشملت 7,688 طفلًا في الصفوف من الأول إلى السادس في الولايات المتحدة أن 9.6% منهم كانوا يستخدمون اليد اليسرى، بواقع 10.5% من الذكور و8.7% من الإناث. وعمومًا، يُقدَّر أن نحو 90% من البشر يستخدمون اليد اليمنى.
بعض الأشخاص يُظهرون ما يُعرف بـ«ازدواجية اليد»، حيث يفضلون استخدام يد معينة في مهام محددة وأخرى في مهام مختلفة، بينما يُطلق مصطلح «ثنائي اليدين»على من يمتلكون قدرة متساوية في استخدام كلتا اليدين، وهي حالة نادرة. وحتى لدى من يتعلّمون هذه المهارة، يبقى الميل الفطري لاستخدام اليد الأصلية المهيمنة واضحًا.
تشير الأبحاث الحديثة إلى أن العُسرية ترتبط بعوامل فوق جينية تشمل الوراثة والبيئة والتطور العصبي. وفي بعض الثقافات، يُعتبر استخدام اليد اليسرى في بعض السياقات أمرًا غير لائق. ونظرًا لهيمنة استخدام اليد اليمنى بين البشر، فقد صُمِّمت معظم الأدوات والأجهزة لتناسب مستخدمي اليد اليمنى، ما قد يشكل تحديًا إضافيًا لليُسر.

ورغم ذلك، يمتلك العُسر ميزة تنافسية في عدد من الرياضات التي تتطلب مواجهة مباشرة، إذ يكون الخصم أقل اعتيادًا على نمطهم في اللعب. ولهذا السبب، يُلاحظ أن نسبتهم أعلى من المتوسط في رياضات مثل البيسبول، والتنس، والمبارزة، والكريكت، والملاكمة، وفنون القتال المختلطة.

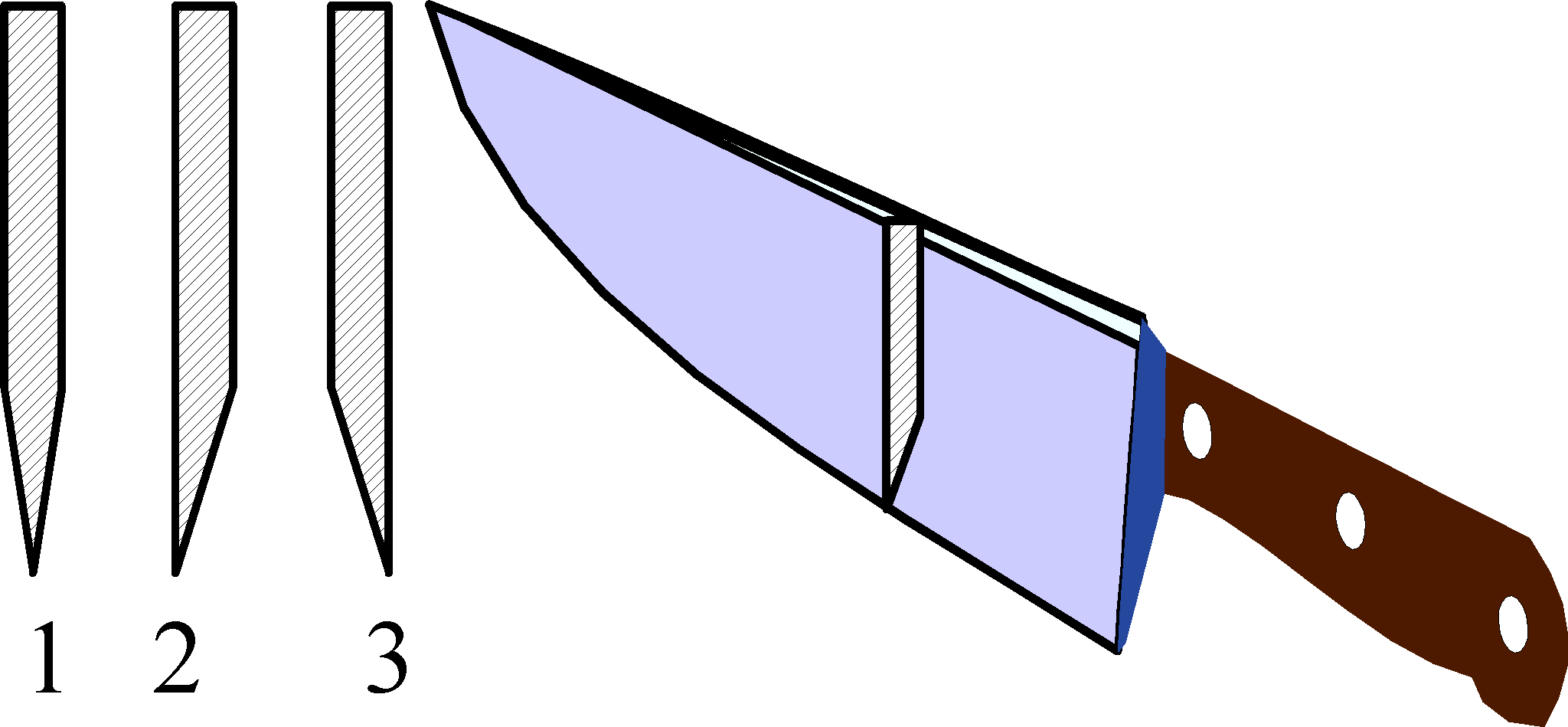
نموذج لسكين تناسب الأعسر كما في الشكل رقم (3), الشكل رقم (2) للأيمن والشكل رقم (1) للمتوازن.

## الدماغ
يتألف الدماغ من نصفي كُرتين ملتصقين من الناحية الداخلية ويكون أحدهما هو المسيطر على الآخر. وعادة ما يكون نصف الكرة المخيِّة الأيسر هو الَّذي يسيطر على النصف الآخر وعلى جميع الإشارات الصادرة من الدماغ إلى الجسم وذلك في الأشخاص الَّذين يستعملون اليد اليمنى أكثر. وأمَّا الَّذين يستعملون اليد اليسرى فإن نصف الكرة المخيَّة المسيطر هو أيضا الأيسر في كثير من الحالات وهؤلاء يستطيعون استعمال اليد اليمنى في بعض المهارات مثل تقشير الفواكة ورمي الكرة وأحيانا الكتابة. بينما حوالي 30 - 40% من الذين يستعملون يدهم اليسرى يكون نصف الكرة المخيَّة المسيطر هو الأيمن وهؤلاء هم الذين يصعب عليهم استعمال اليد اليمنى في مختلف المهارات الحركية.
لم يكتشف العلم للآن الأسباب التي تؤدى إلى العسر حيث أنها تعتبر حالة جسدية تجعل الشخص يستعمل تلقائيًا يده اليسرى بدلًا من اليمنى ولكن قد يرجع هذا لأسباب جينية وراثية.

## الأعسر في المجتمع
حوالي 13 في المائة من الرجال و11 في المائة من النساء شول الآن، مقارنة ب 3 في المائة فقط لمن عندهم هذه الصفة الذين ولدوا قبل عام 1910. ويقول خبراء أن ارتفاع النسبة يمكن تفسيره جزئيًا إلى زيادة تقبل هذه الصفة في المجتمعات. في القرنين الـ قرن 18 والـ قرن 19 كان ينظر إلى هذه الصفة أنها بمثابة إعاقة، وكان المعلّمون يحاولون تغيير هذه الصفة في الأطفال لمن وُلدوا بها، أحيانًا عن طريق ربط أيديهم خلف ظهورهم لتدريبهم استخدام اليد اليمنى، يؤدي القسر والتوبيخ إلى بعض العقد النفسية والشعور بالذنب والاغتراب وغير ذلك من الاضطرابات. هناك العديد من الدراسات الَّتي تتحدث عن تميز هؤلاء الفئة وتفوقهم في عدة مجالات. يطالب هؤلاء الأقلية في بعض البلدان بمزيد من الحقوق والاعتبار نظرًا لاختلافهم عن معظم الناس. كما توقف إجبار الأطفال وقسرهم على استعمال اليد اليمنى في البلدان الأوروبية وغيرها حيث كان ذلك شائعًا في حقبة سيطرة الكنيسة.
رغم أن مستعملي اليد اليسرى يشكلون أقلية في أي مجتمع لا تتجاوز العشرة بالمائة إلا أنهم يشكلون تقريباً 50% من عدد المشاهير والسياسيين وهم غالبًا الفئة الأكثر طلاقة في الحديث والخطابة.